# Чичеватов, Николай Максимович
Никола́й Макси́мович Чичева́тов (род. 7 января 1938, с. Лобаски, Мордовия) — советский и российский военачальник. Командующий 31-й ракетной армией (1985—1988), начальник Военного инженерно-космического института имени А. Ф. Можайского (1988—1993), генерал-лейтенант (1986), профессор (1992).

## Биография
В 1961 году окончил Военно-воздушную инженерную академию им. Н. Е. Жуковского (1961), служил в РВСН с 1961 на инженерных и командных должностях — командовал дивизионом, ракетным полком. В 1968 году окончил курсы усовершенствования при Военно-инженерной академии им. А. Ф. Можайского.
С 20.01.1977 по 10.08.1978 — заместитель командира 43-й ракетной дивизии, с августа 1978 по 1982 год — командир 50-й ракетной дивизии; первый заместитель командующего ракетной армией. В 1981 году окончил курсы усовершенствования комсостава при Военной академии им. Ф. Э. Дзержинского, в 1984 — Военную академию Генштаба (1984).
С 8.11.1985 по 7.08.1988 — командующий 31-й ракетной армией.
С 1988 по 1993 год — начальник Военного инженерно-космического института им. А. Ф. Можайского. 
В 1993 году вышел в отставку.
Генеральный директор телекомпании «ТВ-3 Россия» (1997—1999), заместитель Генерального директора телеканала ТВ-3 (2007). Являлся учредителем ООО «ТВ-2» (1999—2006); ЗАО «ОЗТМ» (2009—2011; доля 10 %; уставный капитал 10 млн руб.). Является владельцем (с 10.09.2015, доля 51 %) ООО «Научно-производственное предприятие „Региональная, операционная, специализированная геологическая компания“» (ООО НПП «Р о с Геоком»; уставный капитал 13 119,53 руб.).
Член Общероссийской политической общественной организации «Отечество». Баллотировался в 1998 году — в депутаты Законодательного собрания Санкт-Петербурга по 41-му округу (от группы избирателей), в 1999 году — в депутаты Государственной Думы 3-го созыва (по списку Верхневолжской группы избирательного блока Отечество — Вся Россия).
Состоит членом Попечительского совета Межрегиональной общественной организации «Мордовское землячество».

## Награды
- Орден «За службу Родине в Вооружённых Силах СССР» 3-й (1975) и 2-й (1988) степеней
- медали[1].